# ドント・テル・ミー
「ドント・テル・ミー」(Don't Tell Me)は、マドンナの楽曲。8枚目のスタジオ・アルバム『ミュージック』から2枚目のシングル・カットとしてリリースされた。

## 概要
共作者のミルウェイズはリリース20周年に際して行われたインタビューの中で、この曲はエレクトロとフォークを混ぜ合わせた「フォークトロニカ」「サイバーフォーク」を行った最初の曲と呼べるといい、ミルウェイズはマドンナと彼自身がこのスタイルを作り上げたと語った。またジャン・バプティスト・モンディーノが監督を担当したミュージック・ビデオによって「エレクトロニック・カウボーイ」というイメージを具体化させる事にも成功したと述べた。
この楽曲のオリジナルは彼女の義理の弟（マドンナの妹、メラニーの夫）でありグラミー受賞者でもあるシンガー・ソングライター、ジョー・ヘンリーのペンによる「Stop」である。彼がマドンナのもとにデモを送った際には、タンゴ・スタイルのトーチ・ソングであったが、これがマドンナのプロセスを経て、歌詞はオリジナルのままに、曲調はカントリー・ダンス・ソングへと生まれ変わった。その後、2001年リリースのジョーのアルバム「Scar」に”Stop"を収録されている。
振付はジェイミー・キングが担当した。
Billboard Hot 100では最高位4位、21週チャートインした。
2014年にはマイリー・サイラスのMTVアンプラグドにゲスト出演し、本曲とマイリーの楽曲「ウィ・キャント・ストップ」のマッシュアップを披露した。

## 収録曲
日本盤 マキシ・シングル
1. ドント・テル・ミー (ラジオ・エディット) - 4:10
2. サイバー・ラガ - 5:31
3. ドント・テル・ミー (サンダーパス・クラブ・ミックス) - 7:53
4. ドント・テル・ミー (ヴィッション・リミックス) - 7:52

## チャート
| チャート (2000–2001年)                   | 最高位 |
| ---------------------------------------- | ------ |
| オーストラリア (ARIA)                    | 7      |
| Australian Dance (ARIA)                  | 2      |
| オーストリア (Ö3 Austria Top 40)         | 12     |
| ベルギー (Ultratop 50 Flanders)          | 27     |
| ベルギー (Ultratop 50 Wallonia)          | 15     |
| カナダ (Nielsen SoundScan)               | 1      |
| クロアチア (HRT)                         | 8      |
| デンマーク (Tracklisten)                 | 15     |
| ヨーロッパ (Music & Media)               | 2      |
| ヨーロッパ ラジオ Top 50 (Music & Media) | 1      |
| フィンランド (Suomen virallinen lista)   | 3      |
| フランス (SNEP)                          | 16     |
| ドイツ (GfK Entertainment charts)        | 22     |
| ギリシャ (IFPI)                          | 5      |
| ハンガリー (Mahasz)                      | 3      |
| アイルランド (IRMA)                      | 15     |
| イタリア (FIMI)                          | 1      |
| オランダ (Dutch Top 40)                  | 12     |
| オランダ (Single Top 100)                | 26     |
| ニュージーランド (Recorded Music NZ)     | 1      |
| ノルウェー (VG-lista)                    | 6      |
| ポーランド (Polish Airplay Charts)       | 3      |
| スコットランド (Official Charts Company) | 5      |
| スペイン (PROMUSICAE)                    | 2      |
| スウェーデン (Sverigetopplistan)         | 12     |
| スイス (Schweizer Hitparade)             | 10     |
| UK シングルス (OCC)                      | 4      |
| US Billboard Hot 100                     | 4      |
| US Adult Top 40 (Billboard)              | 4      |
| US Dance Club Songs (Billboard)          | 1      |
| US Dance Singles Sales (Billboard)       | 1      |
| US Pop Airplay (Billboard)               | 4      |

| チャート (2000年)                | 順位 |
| -------------------------------- | ---- |
| スウェーデン (Sverigetopplistan) | 96   |

| チャート (2001年)                         | 順位 |
| ----------------------------------------- | ---- |
| オーストラリア (ARIA)                     | 78   |
| オーストラリア ダンス・チャート (ARIA)    | 15   |
| カナダ ラジオ (Nielsen BDS)               | 19   |
| カナダ (Nielsen SoundScan)                | 26   |
| カナダ (Nielsen SoundScan) CD 1 & 2       | 85   |
| ヨーロッパ (Music & Media)                | 47   |
| ヨーロッパ ラジオ Top 50 (Music & Media)  | 1    |
| ニュージーランド (Recorded Music NZ)      | 19   |
| スイス (Schweizer Hitparade)              | 89   |
| 全米 Billboard Hot 100                    | 34   |
| 全米 アダルト Top 40 (Billboard)          | 15   |
| 全米 ダンス・クラブ・ソングス (Billboard) | 34   |
| 全米 メインストリーム Top 40 (Billboard)  | 21   |

| チャート (2002年)          | 順位 |
| -------------------------- | ---- |
| カナダ (Nielsen SoundScan) | 165  |